# 罗锡恩
罗锡恩（1936年7月—），男，汉族，浙江镇海人，中华人民共和国政治人物，曾任内蒙古自治区政协副主席，九三学社中央委员会常务委员、内蒙古自治区委员会主任委员，第七届全国人大代表，第十届全国政协委员。